# Loutraki
Loutraki, Lutraki (řecky: Λουτράκι ) jsou proslulé a nejstarší řecké lázně nedaleko Korintského průplavu v Řecku. Nacházejí se 81 km na západ od Athén a 8 km severovýchodně od Korintu. Loutraki má více než 11 500 obyvatel.
Město je známé vydatnými přírodními prameny a jejich léčebnými účinky. Pramení zde teplé (31 stupňů) i studené prameny vody, které se zde čerpají, balí a prodávají po celém Řecku. Návštěvníci je mohou volně čerpat v parcích i v lázeňských pavilónech. Léčí se zde žaludeční, ledvinové, žlučníkové a ženské choroby, revmatismus a jiné. Jeden známý pramen je blízko kláštera Osios Patapios, který se nachází vysoko nad městem a je odtud pěkný rozhled na město a záliv. Další leží poblíž nového kostelíka při úpatí pohoří Geraneia (Jeraneia). Kromě výstavných lázeňských hotelů nejsou ve městě významnější stavby.

## Etymologie
Název města Loutraki  pochází ze slova Loutro, řecky Λουτρό, které znamená zdroje, lázně nebo lázeňský dům. Má velmi podobný význam jako ve starém Římě požívané slovo  Thermae - lázně nebo také prostory pro koupání v teplé vodě. Název Loutraki je tedy přímým odkazem na výskyt termálních pramenů v této oblasti.

## Geografie
Město je na západě ohraničené Korintským zálivem a na severu a východě pohořím Geraneia. Směrem na jihozápad vede údolí, které končí na Korintské šíji. Přestože Loutraki neleží na poloostrově Peloponés, spadá do prefektury Korint.

## Historie

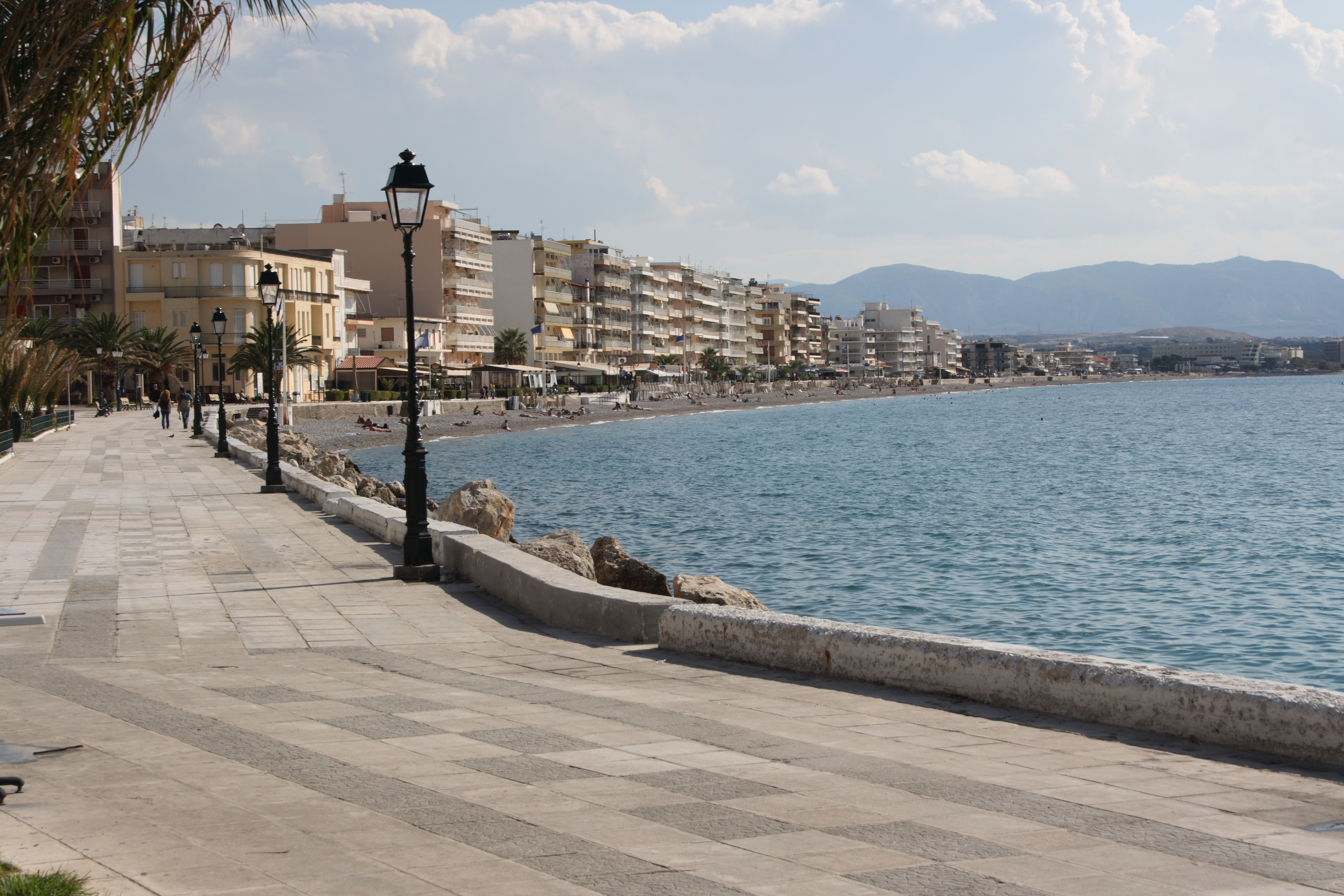
Nábřeží v Loutraki

Ve starověku se město nazývalo Thermae (řecky: Θερμαί, horké prameny), které zde existovaly již v té době. V roce 1847, kdy se začaly prosazovat léčebné účinky přírodních termálních vod, se sem začali stěhovat osadníci z okolních oblastí a postupně zde vznikly  lázně - nejstarší v Řecku. V roce 1928 byly Loutraki  zcela zničeny zemětřesením a musely být vybudovány znovu. Tak vznikly moderní Loutraki, jak je známe dnes. Rozlehlý park byl vytvořen rekultivací přímořské oblasti a pomocí trosek ze zřícených domů. Další silné zemětřesení zasáhlo oblast v roce 1981, avšak s daleko menší silou.

## Památky
Město, které bylo postiženo dvěma ničivými zemětřeseními, nenabízí příliš mnoho památek. Je to především moderní lázeňské město s mnoha pozoruhodnými lázeňskými budovami a parky. Je známé svými kasiny a nachází se zde i jedno z největších v Evropě - Club Hotel Casino Loutraki.
Ve městě je mnoho kostelů a za návštěvu stojí Agios Ioannis o Baptistis (St. John the Baptist), Panagia Giatrissa (s údajně zázračnou ikonou), Agios Fanourios, Isapostolos Kosmas o Aetolos. Kromě toho je možné navštívit kláštery Anastasis Christou (Vzkříšení) a Agia Marina s mnoha uměleckými poklady.

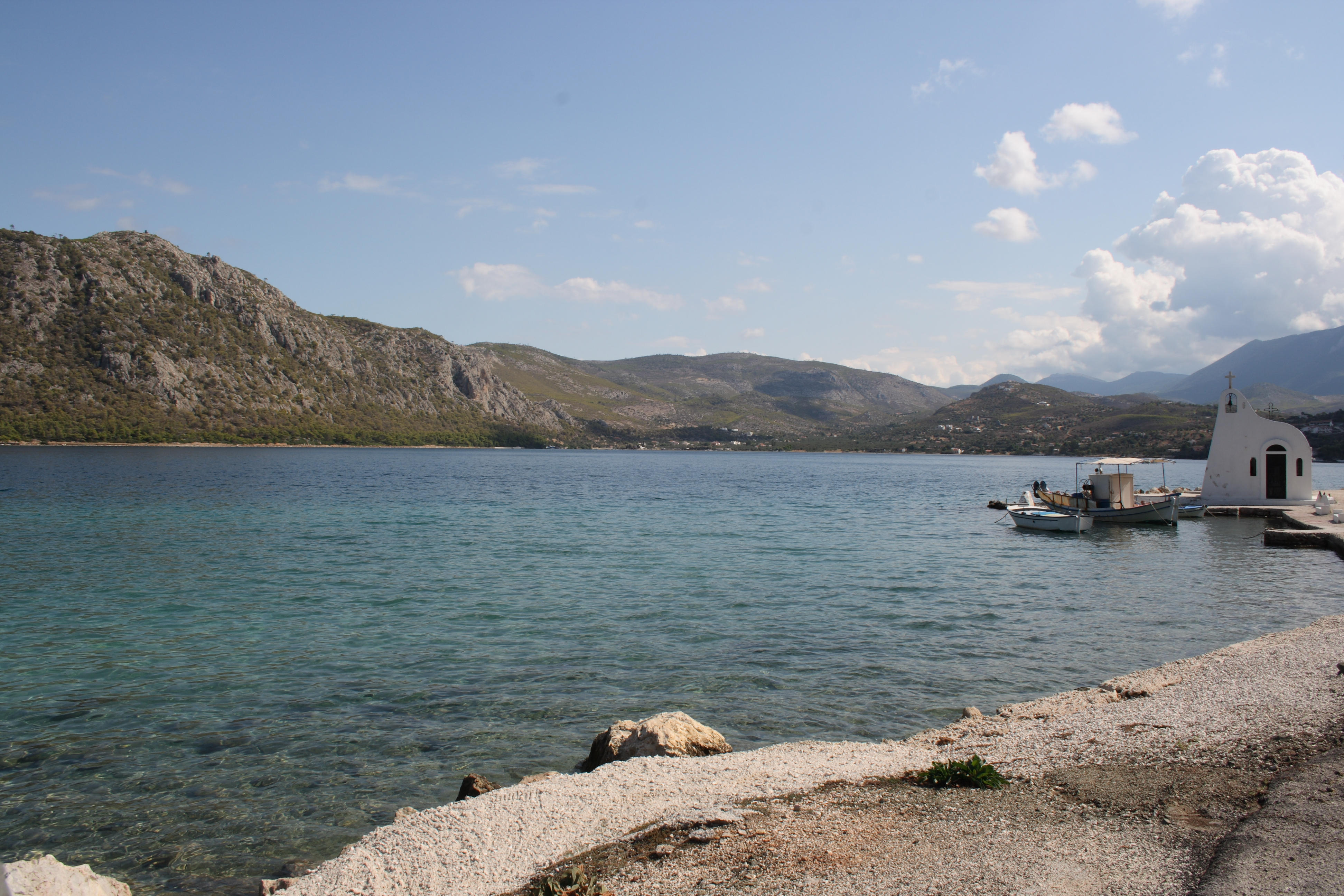
Jezero Vouliagmeni

Asi 10 km severozápadně od Loutraki na svahu pohoří Geraneia leží známý klášter Osios Patapiosí. Nabízí krásný výhled na město a na Korintskou šíji a záliv.
Na konci poloostrova Perachora u malebného jezera Vouliagmeni se nachází archeologické naleziště velkého významu Heraion Perachora (svatyně bohyně Hery).